# Super Mario
Super Mario (スーパーマリオ, Sūpā Mario) é uma série de jogos eletrônicos de plataforma, criada pela Nintendo, baseada e estrelada pelo encanador fictício Mario. Alternativamente chamada de série Super Mario Bros. (スーパーマリオブラザーズ, Sūpā Mario Burazāzu) ou simplesmente série Mario (マリオ), é a série central da ampla franquia Mario. Pelo menos um Super Mario foi lançado para todos as principais plataformas da Nintendo. Existem vinte e um jogos semelhantes na série e um jogo de série cruzada, Super Mario World 2: Yoshi's Island, que pode ou não ser incluído como parte da série (veja os jogos Super Mario World).
Os jogos da série Super Mario são normalmente ambientados no mundo fictício Reino Cogumelo, com Mario sendo o personagem jogável. Muitas vezes ele é acompanhado por seu irmão, Luigi, e ocasionalmente por outros membros do elenco de Mario. Como um jogo de plataforma, o jogador pode correr e saltar através de plataformas e sobre inimigos em fases temáticas. Os jogos possuem enredos simples, normalmente com Mario resgatando a Princesa Peach, sequestrada do antagonista principal, Bowser. O primeiro jogo da série, Super Mario Bros., lançado para o Nintendo Entertainment System (NES) em 1985, estabeleceu os principais conceitos e elementos de jogabilidade da franquia. Isso inclui uma infinidade de power-ups e itens que dão a Mario poderes especiais, como lançar bolas de fogo e mudar de tamanho.
A série Super Mario faz parte da grande franquia Mario, que inclui outros gêneros de jogos eletrônicos e mídias, como cinema, televisão, mídia impressa e mercadorias. Mais de 380 milhões de cópias de títulos Super Mario foram vendidas em todo o mundo, tornando-o a quarta série de jogos eletrônicos mais vendida, atrás da franquia maior de Mario, a série de quebra-cabeças Tetris e a série de jogos de tiro em primeira pessoa Call of Duty.

## História e desenvolvimento
| 1985 | Super Mario Bros.                    |
| 1986 | Super Mario Bros.: The Lost Levels   |
| 1987 |                                      |
| 1988 | Super Mario Bros. 2                  |
| 1988 | Super Mario Bros. 3                  |
| 1989 | Super Mario Land                     |
| 1990 | Super Mario World                    |
| 1991 |                                      |
| 1992 | Super Mario Land 2: 6 Golden Coins   |
| 1993 |                                      |
| 1994 |                                      |
| 1995 | Super Mario World 2: Yoshi's Island  |
| 1996 | Super Mario 64                       |
| 1997 |                                      |
| 1998 |                                      |
| 1999 |                                      |
| 2000 |                                      |
| 2001 |                                      |
| 2002 | Super Mario Sunshine                 |
| 2003 |                                      |
| 2004 |                                      |
| 2005 |                                      |
| 2006 | New Super Mario Bros.                |
| 2007 | Super Mario Galaxy                   |
| 2008 |                                      |
| 2009 | New Super Mario Bros. Wii            |
| 2010 | Super Mario Galaxy 2                 |
| 2011 | Super Mario 3D Land                  |
| 2012 | New Super Mario Bros. 2              |
| 2012 | New Super Mario Bros. U              |
| 2013 | Super Mario 3D World                 |
| 2014 |                                      |
| 2015 | Super Mario Maker                    |
| 2016 | Super Mario Run                      |
| 2017 | Super Mario Odyssey                  |
| 2018 |                                      |
| 2019 | Super Mario Maker 2                  |
| 2020 |                                      |
| 2021 | Super Mario 3D World + Bowser's Fury |
| 2022 |                                      |
| 2023 | Super Mario Bros. Wonder             |

### Origens 2D (1985–1995)

#### Jogos originais deSuper Mario Bros.
Super Mario Bros., o primeiro jogo de plataforma 2D de rolagem lateral a apresentar Mario, foi derivado da colaboração de Shigeru Miyamoto e Takashi Tezuka, ambos da Nintendo, como sucessor do jogo de arcade de 1983 Mario Bros., que estrelava dois personagens: Mario, o personagem principal que apareceu pela primeira vez em Donkey Kong como o personagem jogável original e em sua sequência onde ele era o chefe final, e Luigi, que apareceu pela primeira vez em Mario Bros. A etimologia de adicionar "Super" ao título veio após a decisão de integrar o Super Mushroom ao jogo. Super Mario Bros. foi lançado em 1985 para o Nintendo Entertainment System (NES). Estabeleceu muitos conceitos básicos de jogabilidade da franquia Mario. Os irmãos Mario e Luigi devem resgatar a Princesa Toadstool (mais tarde chamada de Princesa Peach) de Bowser no Reino dos Cogumelos. O jogo consiste em oito mundos de quatro fases cada, totalizando 32 estágios no total. Embora os mundos difiram em temas, a quarta fase é sempre uma fortaleza ou castelo que termina com uma luta contra Bowser (ou um de seus asseclas disfarçado como ele). Este é um dos jogos mais vendidos de todos os tempos.
Super Mario Bros. 2 (como conhecido no Japão) é a primeira sequência do primeiro Super Mario Bros. Ele usa o motor de Super Mario Bros., com adições como clima, movimentos dos personagens e fases mais complexas, resultando em uma dificuldade mais elevada. O jogo segue o mesmo estilo de progressão de fases de Super Mario Bros., com oito mundos iniciais de quatro estágios cada. Naquela época, esta sequência não foi lançada fora do Japão, pois a Nintendo of America não queria que a série Mario fosse conhecida pelos jogadores de fora do Japão por sua dificuldade frustrante. Ele permaneceu inacessível para um mercado cada vez maior de jogadores de jogos norte-americanos, tornando-se estilisticamente desatualizado no momento em que o Super Mario Bros. 2 japonês foi finalmente entregue à América. O jogo estreou mais tarde fora do Japão em 1993 sob o título Super Mario Bros.: The Lost Levels na compilação Super Mario All-Stars para o Super Nintendo Entertainment System (SNES).
Em Super Mario Bros. 2 (conhecido no Japão como Super Mario USA), Mario e seus companheiros estão decididos a deter o sapo malvado Wart na terra dos sonhos de Subcon. Baseado em um protótipo descartado, o jogo foi originalmente lançado como Yume Kōjō: Doki Doki Panic no Japão, e foi finalmente convertido em um título Mario para o resto do mundo como Super Mario Bros. 2, antes de ser lançado no Japão como Super Mario USA como parte de Super Mario All-Stars. Um dos aspectos mais marcantes do jogo são os quatro personagens do jogador: não apenas Mario, mas Luigi, Princess Toadstool e Toad estão disponíveis para ações individuais, cada um com movimentos de personagem definidos: Luigi pula mais alto, a Princesa plana pelo céu por um curto período de tempo, etc. Os personagens aqui também podem arrancar vegetais do solo para atirar nos inimigos. Este também é o primeiro jogo Super Mario a usar um medidor de vida, que permite que Mario, Luigi, Peach e Toad sejam atingidos até quatro vezes antes de morrer.
Super Mario Bros. 3 é dividido em oito mundos temáticos, cada um com 6–10 fases e vários estágios de bônus exibidos como locais em um overworld mapeado. Esses locais não estão necessariamente em uma ordem linear e o jogador pode ocasionalmente pular fases ou jogar fora de ordem. As fases concluídas não podem ser rejogadas. O penúltimo estágio de chefe em cada mundo é uma fase de rolagem lateral no topo de uma aeronave ("Doom Ship") com uma luta contra um dos sete Koopalings de Bowser. O jogo introduziu uma gama diversificada de novos power-ups, incluindo o vôo como o Raccoon Mario ou a fase de P-Wing permitindo o vôo permanente através de uma fase inteira. Bowser é novamente o chefe final.

#### JogosSuper Mario Land
Super Mario Land é o primeiro jogo portátil da série Super Mario além da conversão de Game & Watch de Super Mario Bros., e foi lançado para Game Boy. Tal como acontece com outros jogos da série, é um jogo de plataforma em que Mario se prepara para salvar a Princesa Daisy. Os power-ups incluem corações, que dão a Mario uma vida extra (semelhante a um cogumelo 1-Up) e a Superball Flower, que permite que Mario atire projéteis. O jogo consiste em doze fases divididas em quatro mundos.
Super Mario Land 2: 6 Golden Coins apresenta o rival de Mario, Wario, que conquistou o castelo de Mario durante os eventos de Super Mario Land e força Mario a coletar as seis moedas de ouro para entrar novamente e recuperar seu castelo. Embora seu antecessor seja semelhante ao Super Mario Bros. original, Super Mario Land 2 possui mais em comum com Super Mario World. O jogador não está mais restrito a apenas se mover para a direita. Um sino no final de cada fase ativa um minijogo, onde o jogador pode tentar obter vidas extras. Existem 32 fases, baseadas em vários mundos temáticos, cada um com seu próprio chefe. Três power-ups retornam: o Super Mushroom, Fire Flower e Super Star. O jogo apresenta o power-up de cenoura, que dá a Mario grandes orelhas de coelho que permitem que ele deslize ao cair por um tempo limitado. Sua história continuou em Wario Land: Super Mario Land 3, que retroativamente se tornou o primeiro de uma série spin-off, Wario Land.

#### JogosSuper Mario World

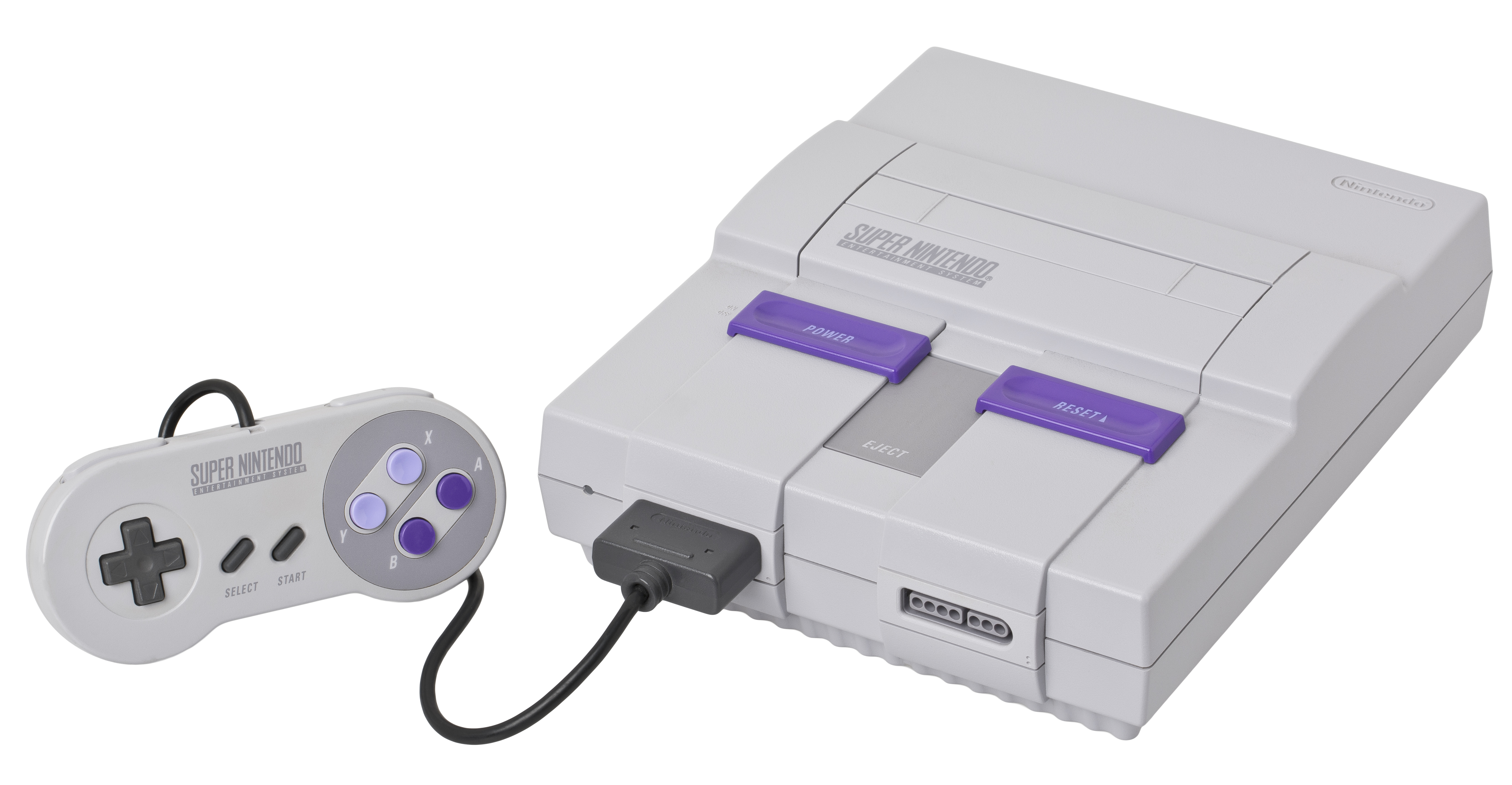
Super Mario World para o Super Nintendo Entertainment System (imagem) é o jogo mais vendido do console.

Super Mario World foi lançado para Super Nintendo Entertainment System (SNES) e consiste em nove mundos exibidos por meio de um overworld. É um sucessor direto dos títulos Super Mario Bros., com o subtítulo Super Mario Bros. 4 no Japão. Ao contrário de Super Mario Bros. 3, no entanto, onde cada overworld é separado, o mapa aqui é único e cobre todo o jogo. Algumas das fases possuem saídas alternativas ocultas. Os novos movimentos de Mario incluem um pulo giratório e o Yoshi como montaria, que pode comer inimigos, engoli-los e cuspi-los. Os power-ups incluem o novo Cape Feather, baseado na Super Leaf de Super Mario Bros. 3, que permite que Mario e Luigi voem com uma capa.
Super Mario World 2: Yoshi's Island foi lançado para o SNES em 1995. Para reunir o bebê Mario com seu irmão Luigi, que foi sequestrado por Kamek, o jogador controla Yoshi como o personagem principal por 48 fases enquanto carrega o Baby Mario. Yoshi corre e salta para chegar ao final das fases enquanto resolve quebra-cabeças e coleta itens. Em um estilo novo na série, o jogo possui uma estética desenhada à mão. O jogo apresenta suas habilidades características de salto e produção de ovos de inimigos engolidos. Yoshi's Island recebeu "aclamação universal" e "instantânea", de acordo com a IGN e o agregador de resenhas Metacritic, e vendeu mais de quatro milhões de cópias. As características de assinatura de Yoshi estabelecidas em Yoshi's Island carregariam em uma série de participações especiais, spin-offs e sequências. Fontes debateram se Super Mario World 2: Yoshi's Island, onde o jogador controla principalmente um Yoshi carregando Baby Mario, deveria contar como um jogo da série Super Mario. Miyamoto respondeu afirmativamente quando questionado se Yoshi's Island é um título Super Mario, com Tezuka acrescentando mais tarde: 
"Quando esse jogo estreou, queriamos que as pessoas entendessem que Yoshi fazia parte do mundo de Mario e que isso fosse transmitido por meio do título ou da jogabilidade. Para mim, faz parte da série Mario, mas e os jogos de Yoshi de hoje em dia? Eles mudaram dessas origens, então acho que é normal pensar em Yoshi vivendo em seu próprio universo. Você pode pensar nisso separadamente do mundo de Mario."

### Introdução do 3D e mundos abertos (1996–2005)

#### Super Mario 64

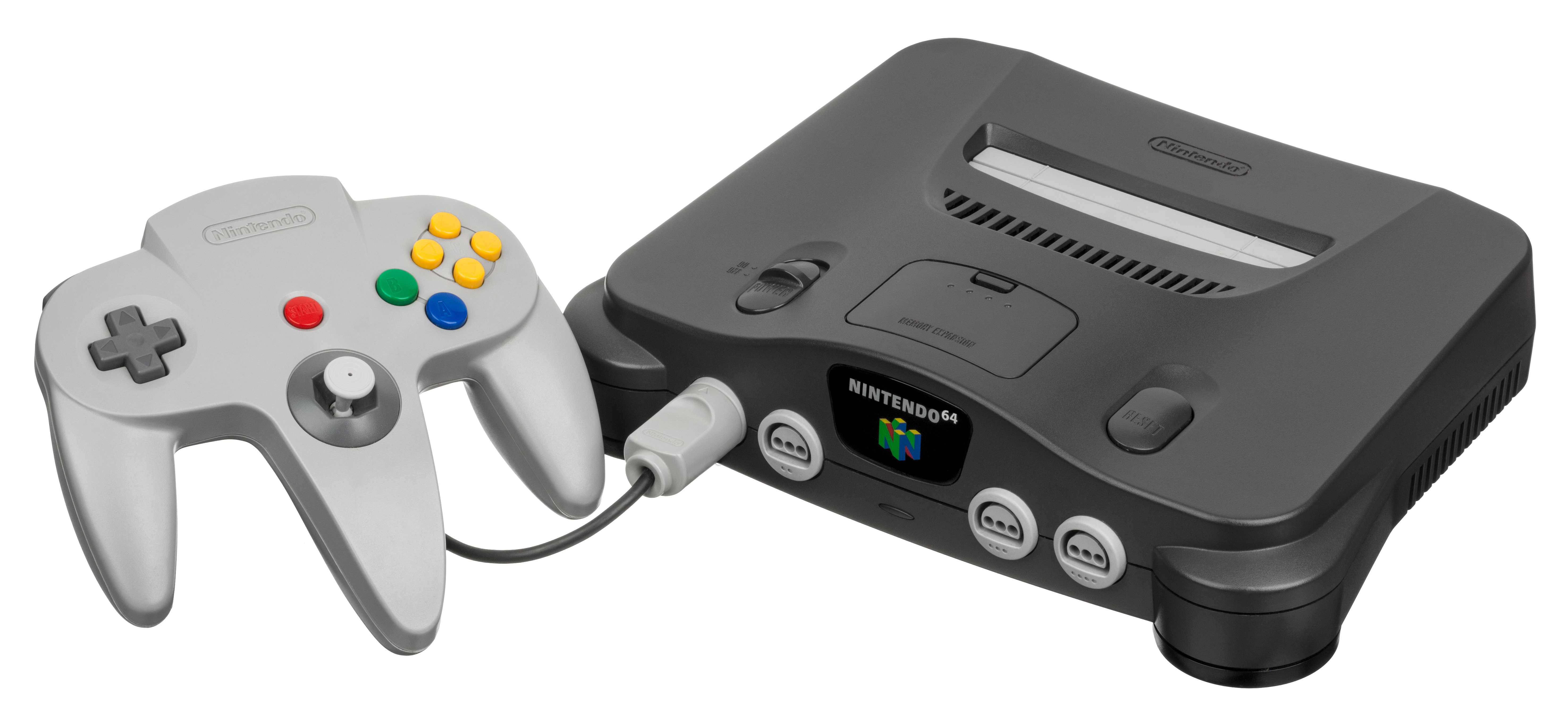
Super Mario 64 para o Nintendo 64 (imagem) é o primeiro título em 3D e de mundo aberto da série.

No início dos anos 1990, o diretor e produtor Shigeru Miyamoto concebeu um design de um Mario em 3D durante o desenvolvimento do jogo Star Fox (1993) do Super Nintendo Entertainment System (SNES). Ele considerou usar o chip Super FX para desenvolver um jogo de SNES, Super Mario FX, com jogabilidade baseada em "um mundo inteiro em miniatura, como trens em miniatura". Ele acabou reformulando a ideia para o Nintendo 64, não por seu poder substancialmente maior, mas porque seu controle possui mais botões para o jogo. Super Mario 64 foi desenvolvido ao longo de aproximadamente três anos, com um ano gasto no conceito de design e aproximadamente dois anos na produção. A produção foi iniciada em 7 de setembro de 1994 e concluída em 20 de maio de 1996. Super Mario 64 é o primeiro jogo 3D e de mundo aberto da série, e um título de lançamento para o console de mesa Nintendo 64. Cada fase é um ambiente fechado onde o jogador é livre para explorar em todas as direções, sem limites de tempo. O jogador coleta Power Stars das pinturas no castelo de Peach para desbloquear estágios e áreas posteriores. A alavanca analógica do controle do Nintendo 64 possibilita um extenso repertório de movimentos precisos em todas as direções. O jogo introduziu movimentos como socos, saltos triplos e o uso de uma Wing Cap para voar. É o primeiro jogo da série Super Mario a apresentar a dublagem de Charles Martinet para Mario. Mario deve mais uma vez salvar a princesa Peach de Bowser. Os power-ups do jogo diferem dos jogos anteriores, agora sendo três chapéus diferentes com poderes temporários: a Wing Cap, permite que Mario voe; a Metal Cap, transforma-o em metal; e a Vanish Cap, permite que ele atravesse obstáculos. Um remake do jogo, intitulado Super Mario 64 DS, foi lançado para Nintendo DS em 2004 e 2005.

#### Super Mario Sunshine
Super Mario Sunshine é o segundo jogo 3D da série Super Mario. Foi lançado em 2002 para GameCube. Nele, Mario e Peach viajam para a Isle Delfino de férias quando um doppelgänger de Mario, conhecido pelo nome de Shadow Mario, aparece e vandaliza a ilha inteira. Mario é condenado a limpar a ilha com um acessório esguicho de água chamado F.L.U.D.D. Super Mario Sunshine compartilha muitos elementos de jogabilidade semelhantes com seu predecessor Super Mario 64, mas introduz movimentos, como girar enquanto pula, e várias outras ações por meio do uso do F.L.U.D.D. O jogo contém várias fases independentes, que podem ser alcançadas a partir da Delfino Plaza. Mario coleta Shine Sprites completando tarefas nas fases, que por sua vez desbloqueiam estágios na Delfino Plaza por meio de habilidades e eventos relacionados ao enredo. Sunshine apresenta o último dos oito filhos de Bowser, Bowser Jr., como um antagonista. Yoshi também aparece novamente para Mario poder andar em certas seções.

### Retorno dos jogos 2D, e títulos 3D voltados para progressão (2006–2019)

#### JogosNew Super Mario Bros.

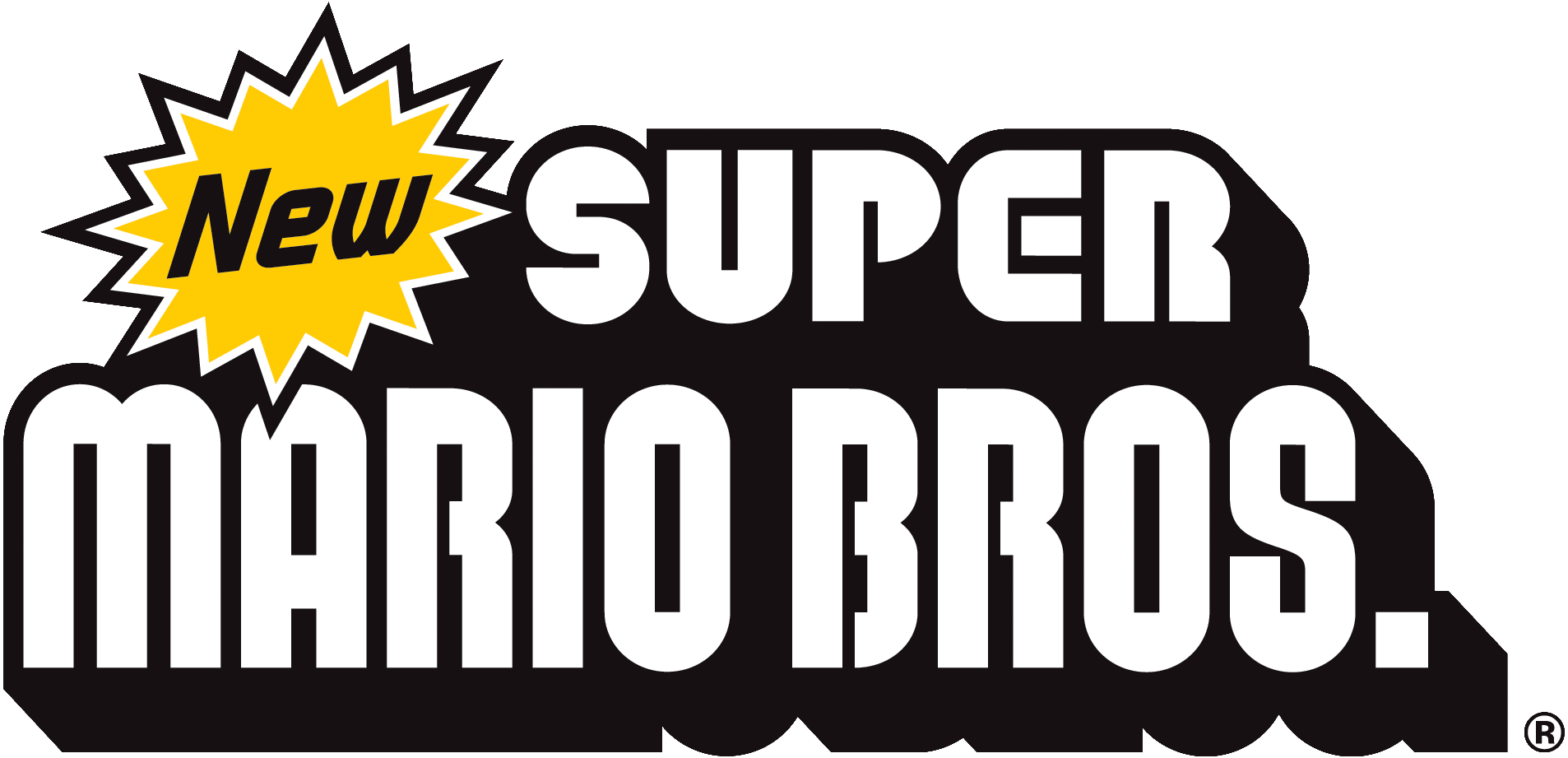
Logotipo da série New Super Mario Bros.

Depois de nenhum lançamento original de jogos 2D da série desde 1995, New Super Mario Bros. foi lançado para Nintendo DS em 2006. Nele, Mario e Luigi decidiram salvar a Princesa Peach de Bowser Jr. A jogabilidade é em 2D, mas a maior parte dos personagens e objetos são em 3D em fundos bidimensionais (2D), resultando em um efeito 2,5D. O jogo usa um overworld semelhante ao de Super Mario Bros. Deluxe. Algumas fases possuem várias saídas. Os clássicos power-ups (Super Mushroom, Fire Flower e Super Star) retornam ao lado do Mega Mushroom, Blue Shell e Mini Mushroom.
New Super Mario Bros. Wii foi lançado para Wii em 2009. O jogo apresenta um modo cooperativo para quatro jogadores e novos power-ups: Propeller Mushroom, Ice Flower e Penguin Suit. Todos os personagens podem montar em Yoshi.
New Super Mario Bros. 2 foi lançado em julho e agosto de 2012 para o Nintendo 3DS. O jogador, como Mario ou Luigi, tenta salvar a Princesa Peach de Bowser e dos Koopalings, com o objetivo secundário do jogo de coletar um milhão de moedas. Vários elementos de jogabilidade foram introduzidos para ajudar a atingir esse objetivo, como a Gold Flower, uma variante dourada mais rara da Fire Flower que transforma itens em moedas.
New Super Mario Bros. U, a continuação para Wii U de New Super Mario Bros. Wii, foi lançada em novembro de 2012. Ele apresenta um traje Flying Squirrel, que permite que os jogadores planem pelo ar, e uma jogabilidade assimétrica que permite que o jogador segure o GamePad para influenciar o que acontece no ambiente. Em junho de 2013, New Super Luigi U foi lançado como um pacote de conteúdo para download (DLC) para o jogo, apresentando fases mais curtas, mas mais difíceis, estrelando Luigi como o protagonista principal em vez de seu irmão. Posteriormente, ele foi lançado como um jogo de varejo autônomo em 25 de agosto de 2013 na América do Norte. O porte para Nintendo Switch, New Super Mario Bros. U Deluxe, inclui o jogo principal e New Super Luigi U, bem como novos personagens jogáveis, Nabbit e Toadette.

#### JogosSuper Mario Galaxy
Miyamoto explicou que quando estava desenvolvendo Super Mario 64 com Yoshiaki Koizumi, eles perceberam que o título seria direcionado mais para o jogador hardcore, ao invés do jogador casual. Depois de Super Mario Sunshine, seu foco mudou para jogos casuais mais acessíveis, levando-os a desenvolver Super Mario Galaxy com caminhos mais orientados para a progressão. Super Mario Galaxy foi lançado em 2007 para o Wii. É ambientado no espaço sideral, onde Mario viaja entre "galáxias" para coletar Power Stars, ganhas ao completar missões ou ao derrotar inimigos. Ele introduziu controles de movimento à série. Cada galáxia contém vários planetas e outros objetos espaciais para o jogador explorar. O sistema de física do jogo dá a cada objeto celeste sua própria força gravitacional, o que permite que o jogador circunavegue por planetóides arredondados ou irregulares caminhando de lado ou de cabeça para baixo. O jogador geralmente é capaz de pular de um objeto independente e cair em direção a outro objeto próximo. Embora a jogabilidade principal e a física sejam em 3D, existem vários pontos no jogo onde os movimentos do jogador são restritos a um eixo 2D. Vários novos power-ups aparecem seguindo a nova mecânica do jogo. Todos eles voltam na sequência, Super Mario Galaxy 2, além dos power-ups Ice Flower e Red Star.
Super Mario Galaxy 2 foi inicialmente conceituado como um pacote de expansão para Galaxy, embora eventualmente tenha se desenvolvido em seu próprio jogo, lançado em 23 de maio de 2010. Ele mantém a premissa básica de seu antecessor e inclui seus itens e power-ups. Isso inclui a Cloud Flower, que permite que Mario crie plataformas no ar e a Rock Mushroom, que transforma Mario em uma rocha rolante. Mario também pode montar junto com Yoshi. Foi aclamado pela crítica, obtendo melhores avaliações do que seu antecessor.

#### Super Mario 3D Lande3D World
Dois jogos da série tentaram traduzir a jogabilidade dos jogos 2D em um ambiente 3D e simplificar o esquema de controles dos jogos 3D incluindo fases mais lineares. Super Mario 3D Land foi lançado para Nintendo 3DS em novembro e dezembro de 2011. É o primeiro jogo 3D da série Super Mario original em um console portátil, já que todos os jogos portáteis anteriores eram em 2D ou portes de jogos anteriores. Ele também trouxe de volta vários recursos de jogos mais antigos, incluindo o power-up Super Leaf visto pela última vez em Super Mario Bros. 3.
Super Mario 3D World, a sequência de Super Mario 3D Land, foi lançada para Wii U em 22 de novembro de 2013 na América do Norte, e utilizou a mesma mecânica de jogo de seu antecessor. O modo multijogador cooperativo está disponível para até quatro jogadores. O jogo introduziu a capacidade de transformar os personagens em gatos capazes de atacar e escalar paredes a fim de alcançar novas áreas, e de criar clones dos personagens. Como Super Mario Bros. 2, ele apresenta a Princesa Peach e Toad como personagens jogáveis, além de Mario e Luigi. Rosalina, de Super Mario Galaxy, também é desbloqueada posteriormente no jogo. O codiretor Kenta Motokura disse que embora seja um jogo 3D, ele foi projetado para ser "altamente intuitivo e facilmente acessível".

#### JogosSuper Mario Maker
Super Mario Maker é uma ferramenta de criação lançada para Wii U em setembro de 2015 que permite que os jogadores criem suas próprias fases com base na jogabilidade e estilo de Super Mario Bros., Super Mario Bros. 3, Super Mario World e New Super Mario Bros. U, bem como para compartilhar suas criações on-line. Com base nos jogos existentes, várias mecânicas de jogo foram introduzidas para o título, com as existentes também disponíveis para serem usadas em conjunto de novas maneiras. Uma versão para Nintendo 3DS do jogo, chamada Super Mario Maker for Nintendo 3DS, foi lançada em dezembro de 2016. Ela apresenta algumas novas fases pré-instaladas, mas nenhum compartilhamento de fases on-line. Super Mario Maker 2 é uma nova versão de Super Mario Maker com muitos novos itens, temas e inimigos, um construtor de mundos, bem como multijogador on-line. Foi lançada em 28 de junho de 2019 para o Nintendo Switch.

#### Super Mario Run
Super Mario Run é um jogo eletrônico de rolagem lateral e rolagem automática lançado em dezembro de 2016 para dispositivos móveis iOS e, em seguida, em março de 2017 para Android. É o primeiro jogo oficial do Mario desenvolvido para uma plataforma não-Nintendo (desde as tentativas anteriores, todas foram canceladas), bem como o primeiro jogo oficial da série Super Mario desenvolvido para dispositivos móveis. Como tal, possui controles simplificados que permitem que seja jogado com apenas uma mão. Neste jogo, Mario corre automaticamente, sendo o jogador responsável por controlar a ação dos saltos para que Mario evite todos os perigos. Isso é conseguido tocando as telas táteis com as quais esses dispositivos são construídos, e quanto mais o jogador toca no botão de pular, mais alto o Mario pula. Este jogo também inclui um modo "Toad Rally", bastante semelhante ao modo "VS Boo" de Super Mario Bros. Deluxe, no qual os jogadores têm que completar uma fase mais rápida do que um Toad controlado por computador. O sucesso neste modo dá ao jogador acesso ao dinheiro do jogo para gastar em opções de personalização para criar seu próprio mapa "Mushroom Kingdom", usando uma mecânica semelhante à FarmVille, no terceiro modo de jogo de Super Mario Run.

### Retorno da exploração em mundo aberto (2017–presente)

#### Super Mario Odyssey
Depois de ter ficado fora de moda em meados dos anos 2000, jogos de plataforma 3D "coletivos" de mundo aberto, como Super Mario 64, Banjo-Kazooie e Super Mario Sunshine, tornaram-se menos comuns. Por exemplo, o jogo de aventura 3D Banjo-Kazooie: Nuts & Bolts (2008) zombou explicitamente do tédio percebido de coletar grandes quantidades de tokens. Em meados da década de 2010, no entanto, os criadores de títulos de plataforma 3D pretendiam replicar essas experiências, incluindo Yooka-Laylee e A Hat in Time. Super Mario Odyssey é um retorno ao estilo de jogo 3D "sandbox" de mundo aberto, com "exploração mais aberta como em Super Mario 64 e Super Mario Sunshine." Foi lançado em outubro de 2017 para Nintendo Switch. Depois que o boné de Mario é possuído por um espírito chamado Cappy, ele ganha o novo movimento de "capturar" temporariamente os inimigos e objetos para utilizar suas habilidades. Assim como os jogos 3D sandbox anteriores, os mundos do jogo contêm uma grande variedade de objetivos que podem ser alcançados em uma ordem não linear antes de progredir. O jogo apresenta muitos reinos diferentes, além do Mushroom Kingdom, onde as aventuras de Mario geralmente acontecem, e é o primeiro da série a incluir uma música tema vocal, "Jump Up, Super Star!".

#### Bowser's Fury
Bowser's Fury faz parte do relançamento de Super Mario 3D World em 2021 para o Nintendo Switch. Ele implementa um jogo 3D de "free-roaming" em mundo aberto de maneira semelhante à Odyssey, do qual inclui muitos elementos. Podendo ser jogado em até dois jogadores, ele segue Mario se unindo a Bowser Jr. para coletar Cat Shines e restaurar faróis em uma terra chamada Lake Lapcat. Periodicamente, uma encarnação gigantesca de Bowser, conhecida como Fury Bowser, desperta para trazer a escuridão sobre a terra e ataca a ilha. Para vencê-lo, Mario deve coletar Cat Shines suficientes para despertar o Giga Bell e usá-lo para lutar contra Bowser.